# Dichelachne
Dichelachne és un gènere de plantes de la família de les poàcies, ordre de les poals, subclasse de les commelínides, classe de les liliòpsides, divisió dels magnoliofitins.

## Taxonomia
- Dichelachne brachyanthera Stapf
- Dichelachne comata Trin. i Rupr.
- Dichelachne crinita (L. f.) Hook. f.
  - Dichelachne crinita var. crinita
  - Dichelachne crinita var. intermedia Hack. ex Cheeseman
- Dichelachne drummondiana Steud.
- Dichelachne hirtella N.G. Walsh
- Dichelachne hookeriana Trin. & Rupr.
- Dichelachne inaequiglumis (Hack. ex Cheeseman) Edgar i Connor
- Dichelachne lautumia Edgar & Connor
- Dichelachne longiseta Trin. & Rupr.
- Dichelachne micrantha (Cav.) Domin
  - Dichelachne micrantha var. inaequiglumis (Hack. ex Cheeseman) Domin
  - Dichelachne micrantha var. micrantha
  - Dichelachne micrantha var. rara (R. Br.) Domin
- Dichelachne minor Domin ex Gardner
- Dichelachne montana Endl.
- Dichelachne novoguineensis (Pilg.) Pilg.
- Dichelachne parva B.K. Simon
- Dichelachne procera Steud.
- Dichelachne rara (R. Br.) Vickery
  -     - Dichelachne rara subsp. asperula Veldkamp
    - Dichelachne rara subsp. rara
- Dichelachne rigida Steud.
- Dichelachne sciurea (R. Br.) Hook. f.
  - Dichelachne sciurea var. inaequiglumis Hack. ex Cheeseman
  - Dichelachne sciurea var. setifolia Benth.
- Dichelachne setacea (R. Br.) Nees
- Dichelachne sieberiana Trin. & Rupr.
- Dichelachne stipoides Hook. f.
- Dichelachne vulgaris Trin. & Rupr.